# Ambrea acuticerca
Ambrea acuticerca är en insektsart som beskrevs av Vitaly Michailovitsh Dirsh 1962. Ambrea acuticerca ingår i släktet Ambrea och familjen gräshoppor. Inga underarter finns listade i Catalogue of Life.